# Hong Xiuquan
Dans ce nom chinois, le nom de famille, Hong, précède le nom personnel Xiuquan.
Hong Xiuquan (en chinois : 洪秀全 ; pinyin : Hóng Xiùquán) (1er janvier 1814 – 1er juin 1864) est un chef révolutionnaire et un chef religieux chinois hakka. Personnage clé de la révolte des Taiping qu'il dirige, il se proclame « Empereur du Ciel » et conteste le pouvoir de l'empereur Xianfeng. 
Disant être le frère cadet de Jésus-Christ et un prophète, il dit avoir reçu l'ordre de Dieu de devenir empereur de Chine, de purifier le monde du « culte des démons » et de convertir l’ensemble du peuple han à sa religion syncrétique, un mélange de christianisme, de taoïsme et de millénarisme et qui rejette le confucianisme. 
Il mène dès lors une révolte ouverte contre la dynastie Qing et conquiert de vastes territoires dans le sud-est de la Chine, qui deviennent le royaume céleste de la Grande Paix. Il établit sa capitale à Nankin. À l'apogée de sa puissance, Hong Xiuquan règne sur plus de 30 millions de personnes et, voulant conquérir l'ensemble du territoire chinois sous son autorité, mène une sanglante lutte contre l'armée impériale des Qing.    
Cette guerre civile, la plus meurtrière de l'histoire de l’humanité et qui a fait plus de victimes que la Première Guerre mondiale, s'achève en 1864 par la victoire des Qing, qui en ressortent très affaiblis.  

## Biographie

### Enfance
Né sous le nom de Hong Huoxiu dans un village du district de Huadu, dans le Guangdong, Hong Xiuquan est le cadet d'une famille paysanne modeste de quatre enfants d'ethnie hakka. Il est remarqué pour son intelligence dès son plus jeune âge, et toute sa famille et son village le poussent à passer les examens impériaux afin de devenir fonctionnaire.

### Visionnaire et «frère cadet de Jésus»
Les examens impériaux sont difficiles et les candidats très nombreux. Hong Xiuquan échoue une première fois en 1827, puis à deux autres reprises.
Il a des visions, au cours d'une maladie qui le frappe en 1837 (sans doute une dépression nerveuse), après son troisième échec aux examens pour entrer dans la fonction publique, et au cours de laquelle il est pris de délire. Lors de ses visions, il voit un homme doté d'une longue barbe dorée, qui l'appelle son fils, et lui demande de combattre les démons en lui présentant une épée et un sceau, aidé par un homme plus jeune qui se présente comme son frère aîné.
Les examens ont lieu à Guangzhou (aussi appelé Canton), une ville ouverte au commerce avec l'Occident. Il y reçoit en 1837, lors de son troisième examen, un livre expliquant les bases de la foi chrétienne, écrit par Liang Fa (en). Il interprète ses visions sous ce prisme, et en conclut qu'il avait vu Dieu le Père, accompagné de Jésus, et que lui, Hong Xiuquan, était le frère cadet de Jésus. Il conclut également que les démons à chasser étaient les Mandchous de la dynastie Qing, qui n'étaient pas Chinois. En 1843, après son quatrième échec aux examens impériaux, il décide de se baptiser, se considère dès lors comme chrétien et commence à prêcher sa nouvelle doctrine. Un de ses premiers disciples est Feng Yunshan.
En 1847, il rencontre le missionnaire américain Issachar Jacox Roberts (en) pendant deux mois. S'il ne se rapproche pas des doctrines chrétiennes, Hong Xinquan prend conscience de la présence d'autres pays, et rejette l'ethnocentrisme chinois au profit de l'égalité de toutes les nations au regard de Dieu.

### Déclenchement de la révolte des Taiping
Hong Xiuquan commence à prêcher en juillet 1850 et accompagne son message spirituel de promesses aux paysans pauvres concernant l'égalité et la propriété partagée des terres. Ses propos trouvent un écho dans un contexte où les paysans sont souvent soumis à la famine et au chômage, et n'ont pas de terres. Lui et ses disciples marchent sur les routes, en vendant de l'encre et des pinceaux, et s'organisant en communautés où tout est mis en commun. Il rencontre un grand succès dans le sud-est de la Chine. Le mouvement se mue en révolte contre la Chine des Qing. Le 1er janvier 1851, il proclame le « Royaume céleste de la Grande Paix » (chinois simplifié : 太平天国 ; chinois traditionnel : 太平天國 ; pinyin : Tàipíng Tiān Guó).
Rapidement, les insurgés remportèrent de grands succès le long du cours du Yangzi Jiang. Des villes et villages entiers se joignent à eux.
Les Taiping prirent Nankin, l'ancienne capitale de la dynastie Ming, dont ils firent la capitale du « Royaume Céleste de la Grande Paix ».
Peu à peu cependant, ils perdirent du terrain, avec en particulier deux grands tournants dans la guerre :
- Le massacre de Tianjing, où les principaux chefs Taiping s'entretuèrent eux et leurs partisans, entraînant la perte de l'unité du mouvement, et celle de nombreux soldats (morts, ou partis) ;
- La perte de la neutralité des Occidentaux, à la suite d'un certain nombre « d'erreurs » stratégiques des Taiping : ils attaquèrent Shanghai (un port-clé pour l'Occident) à plusieurs reprises, en 1860 et en 1862, ils répétèrent leur volonté d'interdire le commerce de l'opium (pour le commerce duquel la Grande-Bretagne venait de faire la guerre), ils montrèrent un grand dogmatisme pour affirmer une  « doctrine chrétienne » très personnelle, bien éloignée de celle que l'on connaît en Occident, et débouchant sur une théocratie bureaucratique et dystopique[4],[5].

Il s'entoure d'un important harem, alors qu'il interdit les relations sexuelles, et qu'hommes et femmes sont séparés parmi ses disciples. Il fait tuer certains de ses généraux et s'entoure de ses proches, moins compétents.

### Mort
Hong Xiuquan meurt le 1er juin 1864, « après avoir mangé de la manne », dira son cousin Hong Rengan, ou, plus exactement, en s'alimentant d'herbes sauvages (qu'il appelait la « douce rosée ») pour résister à la famine qui sévissait dans la ville assiégée. Il fut alors victime d'une intoxication alimentaire qui mit vingt jours à le tuer, peu avant la chute de Nankin aux mains de l'armée impériale, le 19 juillet 1864.

## Postérité

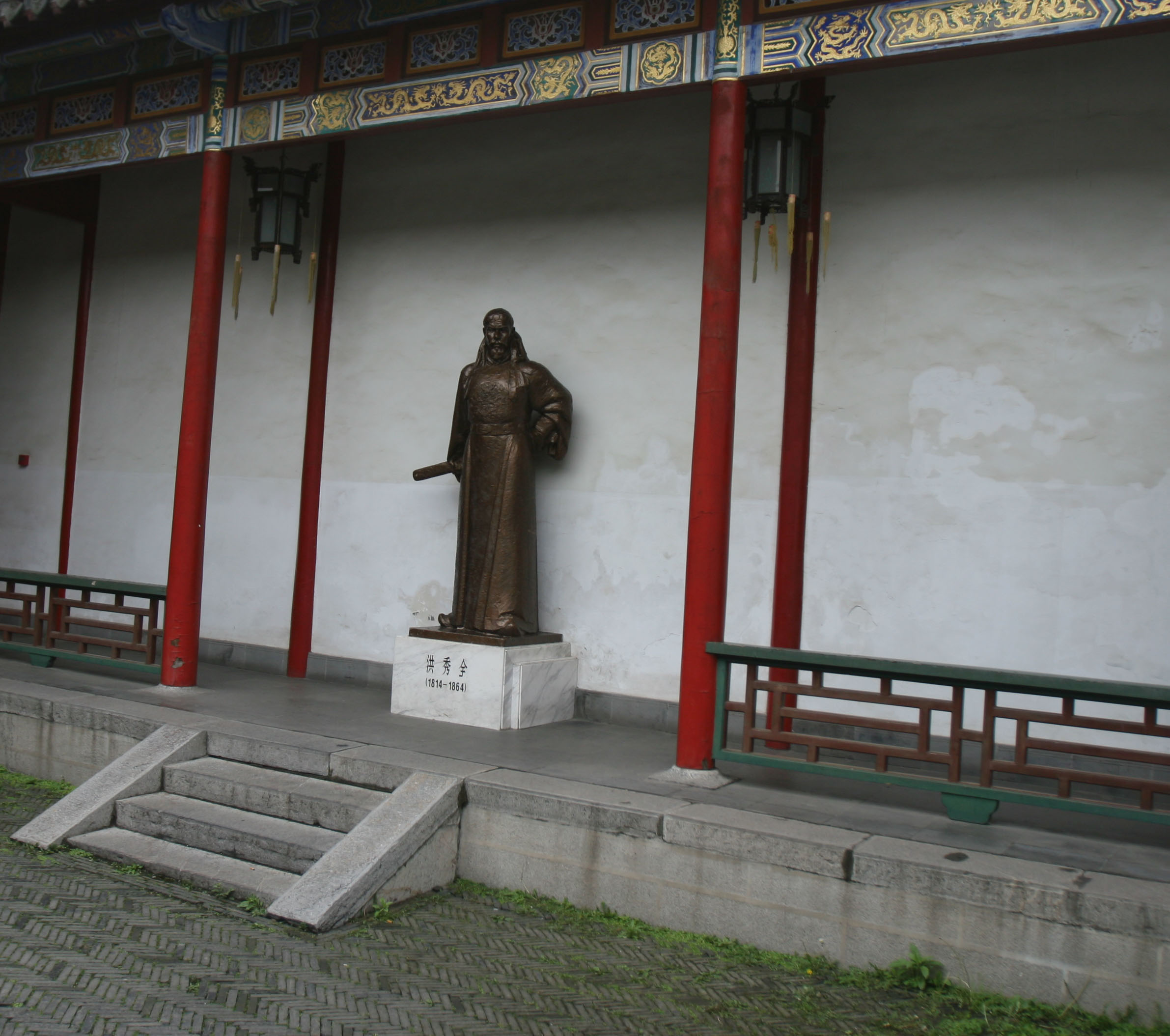
Une statue de Hong Xiuquan à Nankin.

Sun Yat-sen venait de la même région que Hong Xiuquan, et on dit[Qui ?] qu'il s'identifiait depuis son enfance avec Hong Xiuquan.
Les communistes chinois considèrent qu'il a ouvert la voie à leur propre révolution.